# Jeff Williams (Beachvolleyballspieler)
	Jeff Williams (* 6. September 1965) ist ein ehemaliger US-amerikanischer Volleyball- und Beachvolleyballspieler.

## Karriere Halle
Der Kalifornier spielte zunächst Basketball an der Santa Monica High School. Als Sophomore begann er parallel dazu mit dem Volleyball. Als Junior war er nur noch bei der Sportart aktiv, bei der ein Netz zwischen den beiden Spielfeldhälften gespannt war. Am Ende der Saison wurde er als All-CIF ausgezeichnet, eine Anerkennung, die er auch in seinem letzten Schuljahr erhielt, in dem er zusätzlich zum besten Spieler der Bay League gewählt wurde. Als Freshman an der University of California war der Außenangreifer noch nicht einer der entscheidenden Spieler, gewann aber mit dem Team seinen ersten NCAA Titel. In den folgenden drei Jahren wurde er jedes Mal als Letterman ausgezeichnet. Die Krönung seiner Hallenkarriere erlebte er in seinem Senior-Jahr als einer der Hauptverantwortlichen für die nächste nationale Meisterschaft der Bruins. Die Belohnungen neben dem Titel waren die Berufung ins All American First Team und die Wahl ins All-Tournament Team. Nach Beendigung des Studiums endete die Hallenkarriere von Jeff Williams.

## Karriere Beach
1988 und in den Jahren von 1991 bis 1993 startete Williams bei verschiedenen Turnieren der AVP Tour. Beim einzigen Event in der ersten Saison stand er als Dreizehnter mit seinem Partner zumindest im Hauptfeld. Bei den Veranstaltungen drei Spielzeiten später wurde er jeweils Siebzehnter. Beim einzigen Wettbewerb, bei dem er 1992 zu den Teilnehmern gehörte, belegte er mit Troy Tanner in Honolulu den geteilten neunten Platz. Dies war gleichzeitig sein bestes Resultat bei der amerikanischen Beachserie, bei der er ein Spieljahr später zum letzten Mal antrat und noch einmal Siebzehnter wurde.
1994 wechselte er in die World Tour der FIVB. Dieses Jahr wurde gleichzeitig sein erfolgreichstes. Er stand mit Carlos Briceno auf der dritten Stufe des Podests in Miami und auf der zweiten in Rio de Janeiro, bevor die beiden im gleichen Jahr aber in der neuen Spielzeit Silber bei den Goodwill Games gewannen. Bei den Marseille Open erkämpften sie eine weitere Finalteilnahme. Auf der japanischen Insel Enoshima standen sie als Dritte zum letzten Mal gemeinsam auf dem Treppchen. Bei den brasilianischen Open im Februar erreichten sie noch die Vorschlussrunde. Beim Wettbewerb in Clearwater trat Williams mit Bruk Vandeweghe an und erhielt bei der Siegerehrung eine weitere Bronzemedaille. Anschließend war er wieder mit seinem Standardpartner unterwegs und wurde mit ihm beim Event in der deutschen Hauptstadt im Juli 1995 noch einmal Vierter. Bei den Turnieren in Lignano, La Baule und Fortaleza gehörten die US-Amerikaner zu den Top Acht. In Bali belegten sie den geteilten fünften Rang, bevor in der zweitgrößten Stadt Brasiliens im Februar 1996 mit dem dreizehnten Platz ihre Zusammenarbeit endete. Die Marbella Open mit Vandeweghe und die Berlin Open mit Mike Diehl waren die letzten beiden Wettkämpfe in der Karriere von Jeff Williams.

## Auszeichnungen
- 1987 – All American First Team
- 1987 – All-Tournament team